# Hilarion Špaček
Hilarion Špaček OFM (? – 10. června 1662 Praha) byl český františkán a teolog. Jako lektor teologie působil okolo roku 1660 na generálním studiu františkánů v Praze u P. Marie Sněžné a souběžně na tehdy s františkány spolupracujícím pražském arcibiskupském semináři, kde byli spolu s Hippolitem Vodákem († 1668) prvními františkánskými profesory. V letech 1657 – 1659 působil ve františkánském řádu jako český provinční definitor. Zemřel v Praze 10. června 1662. Zápis z jeho přednášek proslovených společně s Vilémem Antonínem Broučkem na arcibiskupském semináři z roku 1660/1661 se dochoval v knihově Strahovského kláštera.